# Yoro, Honduras
Yoro är en departementshuvudort i Honduras.   Den ligger i departementet Departamento de Yoro, i den centrala delen av landet, 120 km norr om huvudstaden Tegucigalpa. Yoro ligger 648 meter över havet och antalet invånare är 15 774.
Terrängen runt Yoro är varierad. Runt Yoro är det ganska glesbefolkat, med 21 invånare per kvadratkilometer. Yoro är det största samhället i trakten. 